# Diplodiscus longipetiolatus
Diplodiscus longipetiolatus là một loài thực vật có hoa trong họ Cẩm quỳ. Loài này được Kosterm. mô tả khoa học đầu tiên năm 1992.